# رژه پیروزی باکو در ۲۰۲۰
رژه پیروزی باکو 2020 (به ترکی آذربایجانی: Zəfər paradı) روز پنچشنبه 10 دسامبر (20 آذر) در میدان آزادلیق، باکو، پایتخت جمهوری آذربایجان برگزار شد. این مراسم به افتخار پیروزی آذربایجان در طول جنگ 2020 قره باغ برگزار شد، که به‌طور رسمی به عنوان جنگ میهنی در آذربایجان توصیف شد. این رژه با حضور 3000 سرباز نظامی برگزار شد که در طول جنگ به موفقیت‌های مشخصی نایل شده بودند. نظامیان در کنار تجهیزات نظامی، هواپیماها و هواپیماهای بدون سرنشین، و همچنین غنائم جنگی ارمنستان، و سربازان و افسران ترک، راهپیمایی کردند. در عین حال کشتی‌های نیروی دریایی جمهوری آذربایجان در خلیج مجاور شهر باکو مانور داد و جت‌ها و هلی کوپترهای نیروی هوایی در بالای شهر پرواز کردند. رجب طیب اردوغان، رئیس‌جمهور ترکیه، متحد اصلی آذربایجان در جنگ، نیز در چارچوب سفر رسمی به باکو در رژه نظامی شرکت کرد.
رژه نظامی با وجود مقررات مربوط به بیماری کرونا (COVID-19)، شوق زیادی مابین ساکنان باکو ایجاد کرد، آن‌ها در مناطق مختلف شهر جمع شده و سعی کردند رژه را از نزدیک تماشا کنند.
این رژه در ارمنستان معترضان بسیاری داشت که به دلیل اظهارات الهام علی اف رئیس‌جمهور آذربایجان در مورد خانات ایروان (که در حال حاضر در ارمنستان واقع شده) به عنوان مناطق تاریخی زندگی مردم آذربایجان و اظهارات اردوغان در مورد روحیه انور پاشا که مورد توجه ارامنه به عنوان یکی از مغز متفکران نسل‌کشی ارامنه بود، که ترکیه آن را انکار می‌کند. نیکول پاشینیان نخست‌وزیر ارمنستان هر دو بیانیه را محکوم کرد. محمدجواد ظریف، وزیر امور خارجه ایران، همچنین در مورد شعری که توسط اردوغان قرائت شد با اشاره به جدایی اجباری مناطق شمال ارس از شمال ایران، معروف به آذربایجان ایرانی، که میلیون‌ها آذربایجانی قومی در آن زندگی می‌کنند، ایراد گرفت.

## زمینه
در ۲۷ سپتامبر سال ۲۰۲۰ (۶ مهر ۱۳۹۹)، درگیری‌ها در منطقه مورد مناقشه قره باغ کوهستانی آغاز شد، منطقه ای که به طور عملی تحت کنترل جمهوری خودخوانده و به رسمیت شناخته نشده آرتساخ، اما به طور رسمی جز آذربایجان است. نیروهای آذربایجانی ابتدا مراکز اداری مربوطه خود را در مناطق فضولی و جبرائیل پیشروی کردند. از آنجا به طرف هادروت پیش رفتند. نیروهای آذربایجانی پس از سقوط هادروت حدود ۱۵ اکتبر با شدت بیشتری پیشروی کردند و ارامنه نیز عقب‌نشینی کردند و آذربایجانی‌ها کنترل زنگیلان و قبادلی را به دست گرفتند. آنها با حمله به لاچین، از طریق جنگلها و گردنه‌های کوهستانی به منطقه شوشی نفوذ کردند.
پس از تصرف شوشی، دومین شهرک بزرگ قره باغ، توافق نامه آتش‌بس بین رئیس‌جمهور آذربایجان، الهام علی اف، نخست‌وزیر ارمنستان، نیکول پاشینیان و رئیس‌جمهور روسیه، ولادیمیر پوتین، امضا شد و به پایان رسیدن درگیری‌ها در منطقه از ساعت ۰۰:۰۰، ۱۰ نوامبر ۲۰۲۰ به وقت مسکو. بر اساس این توافق اعلام شد. طرف‌های درگیر کنترل مناطق تحت کنترل خود در قره باغ را کنترل خواهند کرد، در حالی که ارمنستان سرزمین‌های اطراف قره باغ کوهستانی را که در سال ۱۹۹۴ اشغال کرده بود به آذربایجان بازگرداند. آذربایجان همچنین به منطقه نخجوان در مرزهای ترکیه و ایران دسترسی زمینی خواهد داشت. تقریباً ۲٬۰۰۰ سرباز روسی برای حداقل ۵ سال به عنوان نیروهای حافظ صلح در امتداد کریدور لاچین بین ارمنستان و قره باغ قرار خواهند گرفت.

## رژه

### قبل از رژه
در اوایل دسامبر مشخص شد که یک رژه پیروزی در ۱۰ دسامبر در میدان آزادلیق، باکو، پایتخت آذربایجان برگزار می‌شود. برای اطمینان از ایمنی تجهیزات مربوط به رژه نظامی، ترافیک در برخی از خیابان‌ها و خیابان‌ها محدود شد. در ۵ دسامبر، نیروهای مسلح آذربایجان تمرینات آموزشی رژه را آغاز کردند. در ۸ دسامبر، یک تمرین آموزشی در رژه نظامی برگزار شد، و در طی آن غنیمت نظامی ضبط شده توسط نیروهای مسلح آذربایجان از ارمنستان به نمایش درآمد. همچنین، پروازهای آموزشی هواپیماها و هلی کوپترهای نیروی هوایی آذربایجان بر فراز باکو انجام شد.
در ۹ دسامبر، رجب طیب اردوغان، رئیس‌جمهور ترکیه با هواپیما وارد فرودگاه بین‌المللی حیدر علی اف در باکو شد. مقامات آذربایجانی و دیپلمات‌های ترکیه در باکو اردوغان را مورد استقبال قرار دادند. او همراه همسرش آمینه اردوغان، وزیر امور خارجه مولود چاووشاوغلو، سخنگوی حزب حاکم عدالت و توسعه عمر چلیک، معاون حزب رئیس ماهر اونال، سخنگوی دفتر ریاست جمهوری ابراهیم کالین و مدیر روابط عمومی اداره ریاست جمهوری ترکیه فخرالدین آلتون بوند.
در ۱۰ دسامبر، الهام علی اف و اردوغان از خیابان شهدا بازدید کردند و تاج گلی را به یادبود مشعل ابدی گذاشتند. سپس، آنها برای بزرگداشت یاد حیدر علی اف رئیس‌جمهور پیشین جمهوری آذربایجان به پارک مفاخر باکو رفتند و تاج گلهایی را بر سر مزار وی گذاشتند. علی اف و اردوغان هم در مسجد شهدا نماز خواندند.

### سخنرانی قبل از رژه

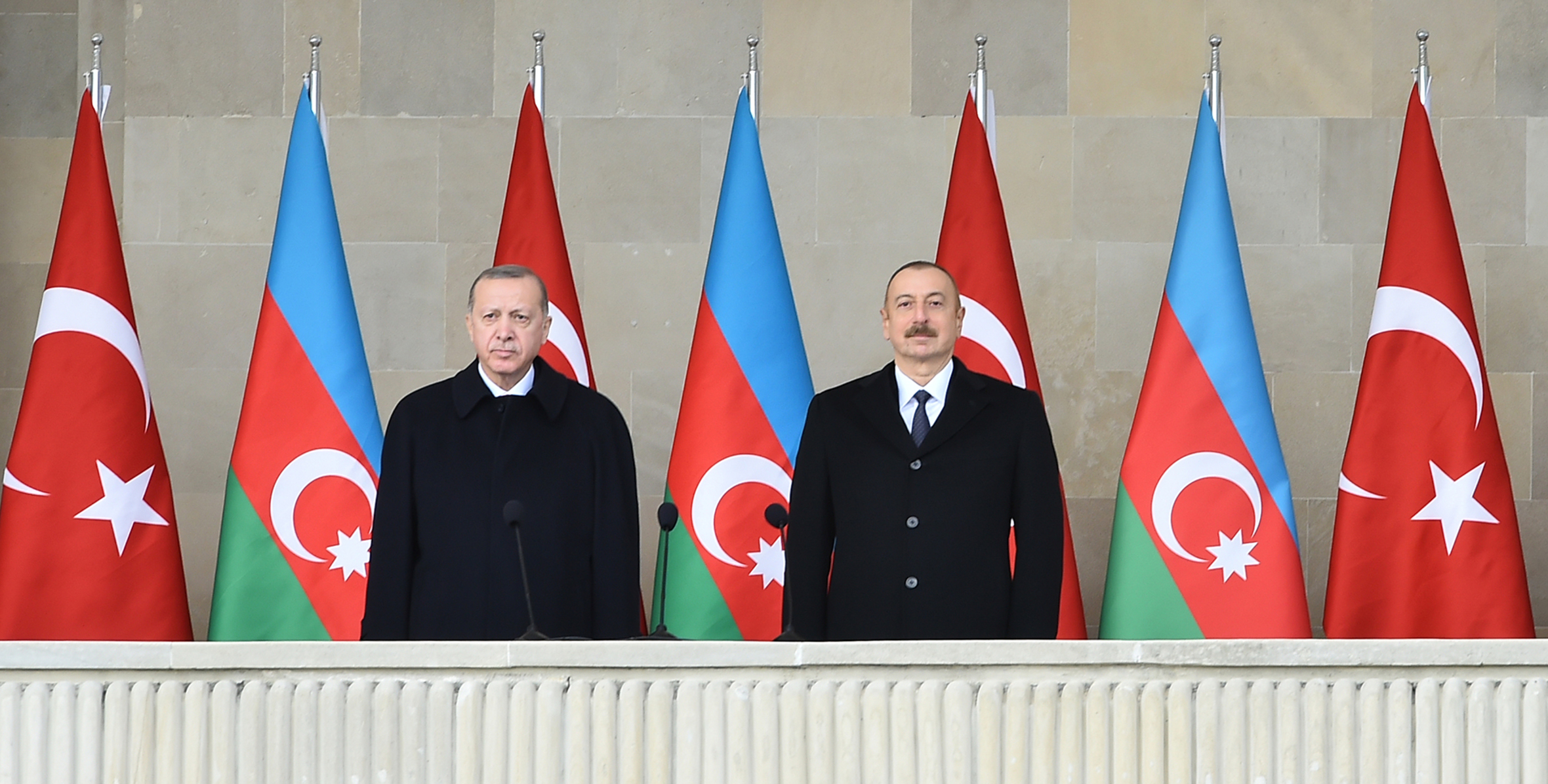
الهام علی اف رئیس‌جمهور آذربایجان و رجب طیب اردوغان رئیس‌جمهور ترکیه در هنگام رژه.

الهام علی اف رئیس‌جمهوری آذربایجان در طی سخنرانی خود با بیان اینکه صدها هزار آذربایجانی ساکن ارمنستان امروزی "از سرزمین اجدادی خود اخراج شدند"، افزود: زنگزور، گویچه و ایروان " سرزمینهای تاریخی آذربایجان " بودند؛ و اینکه رهبری ارمنستان صدها هزار آذربایجانی را از ارمنستان و همچنین قره باغ کوهستانی اخراج کرده‌است. الهام علی اف همچنین خاطر نشان کرد که سه روز قبل از آغاز جنگ، در مجمع عمومی سازمان ملل گفت که «ارمنستان در حال آماده‌سازی برای جنگی جدید است و باید جلوی آنها گرفته شود». وی افزود: در سال ۲۰۲۰، ارمنستان سه حمله علیه آذربایجان شروع کرد، در ژوئیه، در آگوست و در سپتامبر؛ و در پاسخ به این حملات وی «به سربازان آذربایجانی دستور داده بود که به جلو حرکت کنند.» سپس علی اف نبرد شوشی را به یاد آورد و آن را «یک واقعه تاریخی» خواند. در پایان، علی اف اظهار داشت که ارتش آذربایجان ارمنستان را شکست داده و ارتش ارمنستان تقریباً «نا موجود و نابود شده‌است»، افزود که اگر «فاشیسم ارمنستان دوباره قیام کند، نتیجه همان خواهد بود».
رجب طیب اردوغان، رئیس‌جمهور ترکیه نیز سخنرانی کرد. وی ابتدا برای سربازان آذربایجانی که در طول جنگ کشته یا زخمی شدند رحمت آرزو کرد، سپس به تعریف و تمجید از روابط آذربایجان و ترکیه ادامه داد. وی سپس افزود که کسانی که «چیزی جز کشتار و اشک برای قراباغ به ارمغان نیاوردند اکنون باید به خود بیایند»، و سیاستمداران ارمنستان باید «گامهای جسورانه ای در جهت صلح و ثبات» بردارند. اردوغان، با خواندن یک شعر آذربایجانی در مورد تقسیم خاک آذربایجان بین روسیه و ایران، که میلیون‌ها آذربایجانی در آن زندگی می‌کند، سپس اظهار داشت که این روزی است که "روح احمد جواد، نورو پاشا، انور پاشا و مبارز ابراهیم اف شاد می‌شود ". وی همچنین تأکید کرد که «مبارزه در حوزه‌های سیاسی و نظامی در جبهه‌های مختلف ادامه خواهد یافت».

### امکانات

#### پرسنل

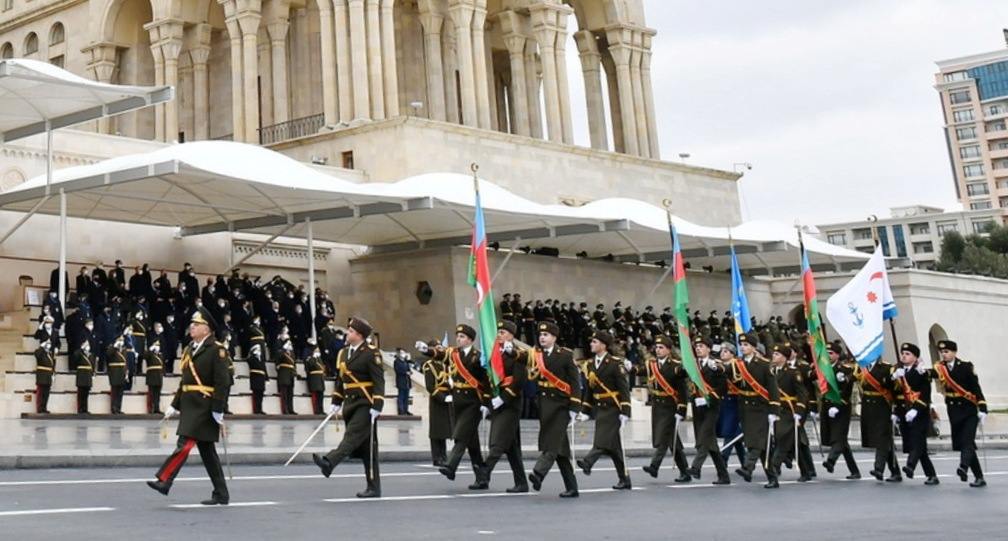
ارائه پرچم آذربایجان، پرچم پیروزی، و پرچم‌های شاخه‌های نیروهای مسلح آذربایجان، به رهبری سرلشکر کریم ولی اف.

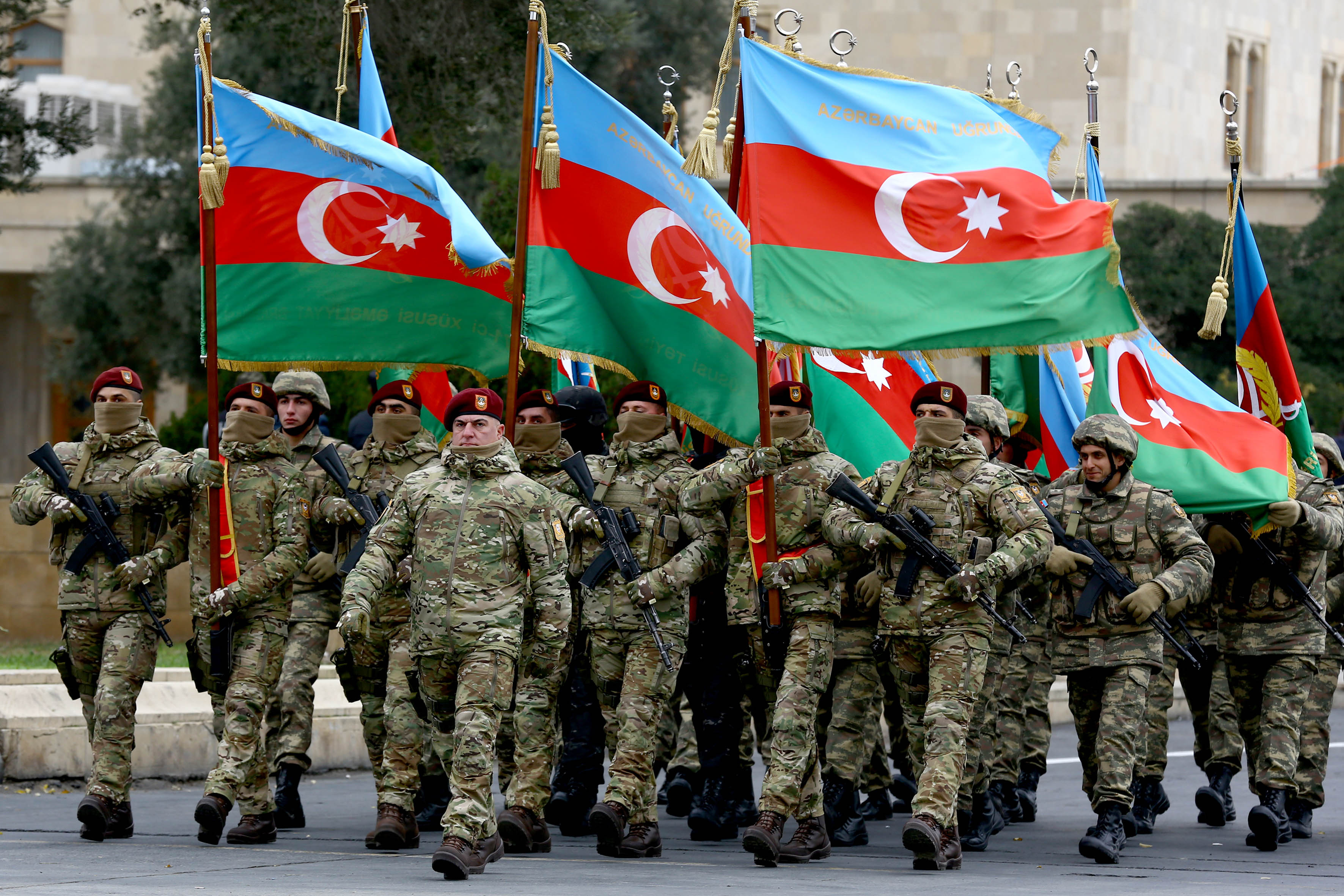
نظامیانی که با بنرها واحدهای نظامی که در طول جنگ خود را متمایز می‌کردند، به رهبری سرلشکر زائور ممدوف در حال راهپیمایی بودند.

پرسنل نیروهای مسلح آذربایجان با پرچم پیروزی در میدان آزادلیق حرکت کردند، این پرچمی است که وقتی نیروهای آذربایجان کنترل شهر شوشی را در دست گرفتند، در شوشی نصب شده‌است. به دنبال پرچم کشور و پرچم پیروزی، پرچم‌های واحدهای نیروهای مسلح آذربایجان به میدان نزدیک شدند. پرچم‌های نبرد واحدهای نظامی که در جنگ شرکت داشتند با هدایت سرلشکر زائر ممدوف از جلوی تریبون عبور کردند. فرماندهی رژه نیروهای مسلح آذربایجان توسط سرلشکر کریم ولی اف انجام شد. رهبر نظامی رژه، هنرمند ارجمند آذربایجان، سرهنگ دوم سرهنگ روفت آخوندزاده، پسر یوسیف آخوندزاده، که رئیس فعلی سرویس باند نظامی نیروهای مسلح است، بود. نویسنده و مجری فیلمنامه رژه، هنرمند ارجمند آذربایجان، بازنشسته شخصی رئیس‌جمهور، سرهنگ عبدالله قربانی بود.
رژه زمینی به این ترتیب اجرا شد:
- پرسنل نیروهای ویژه وزارت دفاع به رهبری فرمانده نیروهای ویژه، سپهبد حکمت میرزاایف[۴۷]
- پرسنل نیروی دریایی نیروی دریایی آذربایجان به سرپرستی ناخدا درجه یک زائور گلی اف[۴۸]
- پرسنل نیروهای ویژه YARASA سرویس اطلاعات خارجی[۴۹]
- پرسنل سرویس امنیت دولتی، به رهبری سرلشکر روشن مختاروف[۵۰]
- پرسنل نیروهای ویژه ارتش نخجوان به رهبری سرهنگ سعید ایسایف[۵۱]
- پرسنل سپاه یکم ارتش به سرپرستی سرهنگ طالع مشهدیف[۵۲]
- پرسنل سپاه دوم ارتش به سرپرستی سرهنگ نعمت موسییبوف
- پرسنل سپاه سوم ارتش به سرپرستی سرهنگ دوم کامران آقابالایف
- پرسنل سپاه چهارم ارتش به سرپرستی سرهنگ الهام ممدوف
- پرسنل سپاه ششم ارتش به سرپرستی سرهنگ دوم دایانات مسلموف[۵۳]
- پرسنل نیروهای موشکی و توپخانه ای، به سرپرستی سرهنگ اسمیخان ممدوف
- پرسنل فرماندهی نیروهای ویژه ترکیه به رهبری کاپیتان هارون ارگین[۵۴]
- پرسنل سرویس مرزی ایالتی، به رهبری سرلشکر رسول تقی یف[۵۵]
- پرسنل نیروهای داخلی وزارت امور داخلی به رهبری سرلشکر اینگیلاب مرادوف
- پرسنل گارد ملی آذربایجان، به رهبری سرگرد الدار گلیف
- پرسنل آکادمی عالی نظامی آذربایجان، به سرپرستی سرلشکر فوزولی صلاحوف
- استادان لیسه نظامی حیدر علی اف به رهبری سرلشکر محمد حسن اف
- کورسهای لیسه نظامی جمشید نخچیوانسکی، به رهبری سرلشکر باکیر اروجوف

سربازان سابق نیروهای مسلح آذربایجان که در جنگ شرکت داشتند نیز رژه را با خودروهای نظامی پشت سر گذاشتند.

Personnel
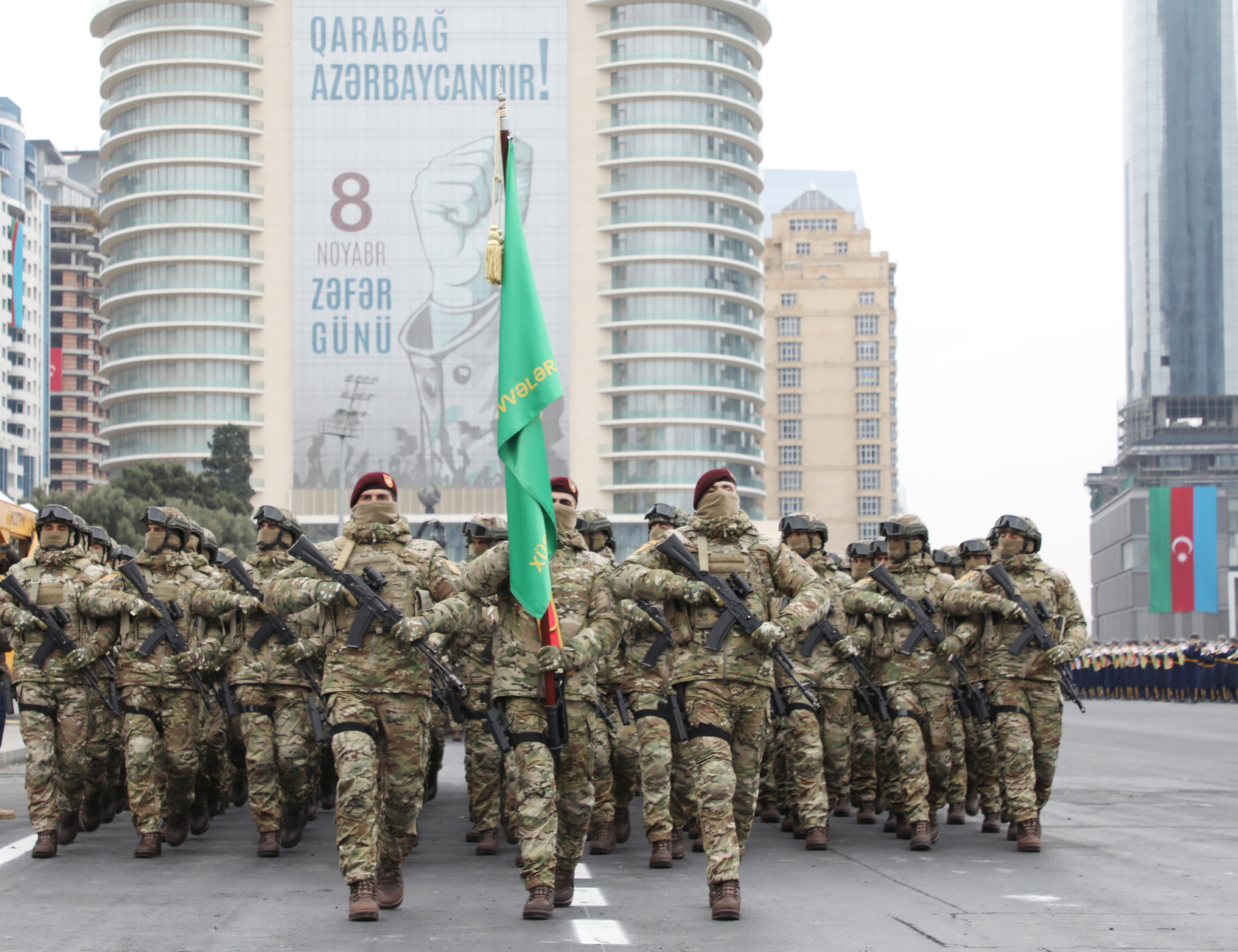
پرسنل نیروهای ویژه وزارت دفاع.
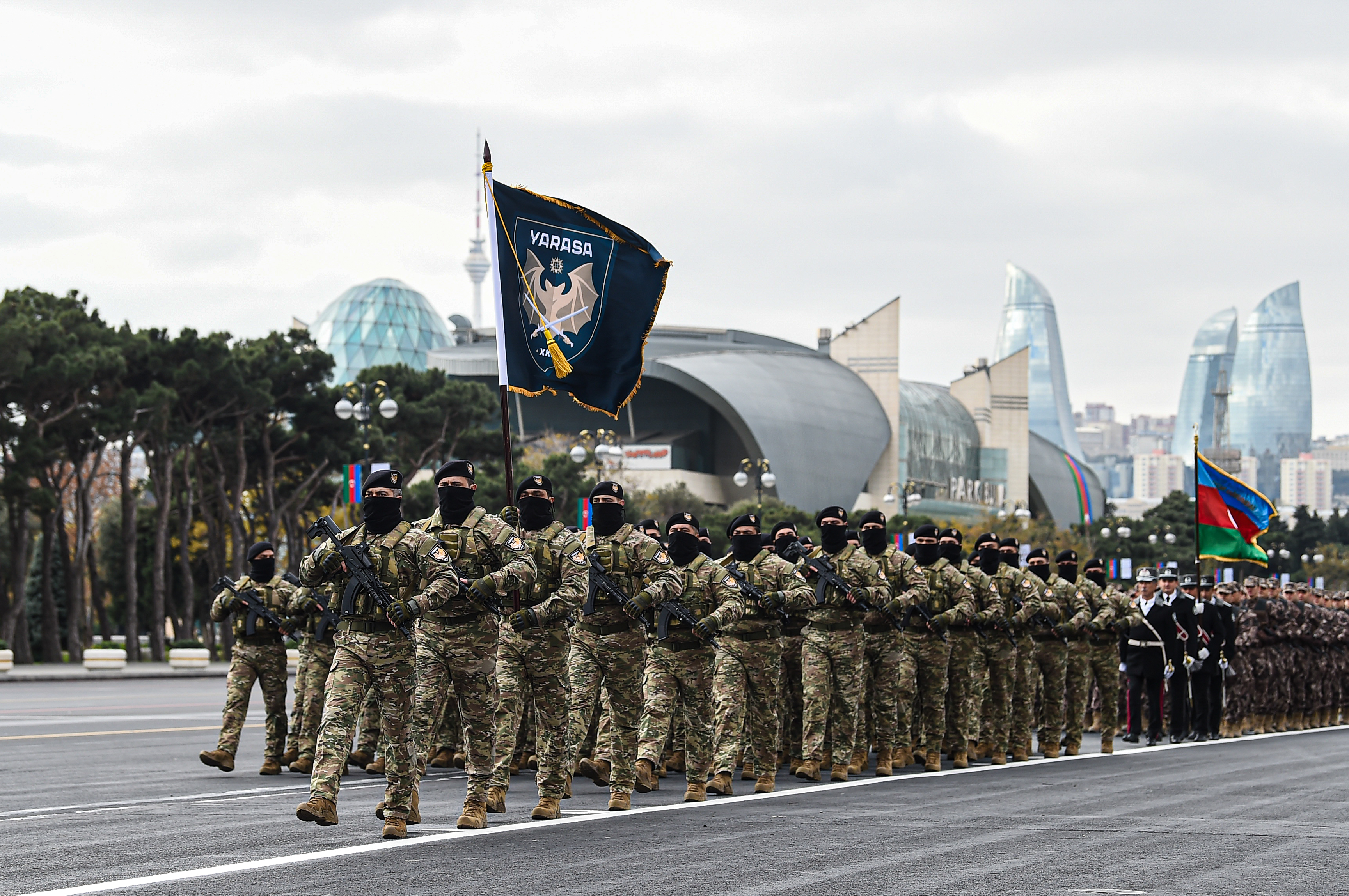
پرسنل نیروهای ویژه YARASA سرویس اطلاعات خارجی آذربایجان.
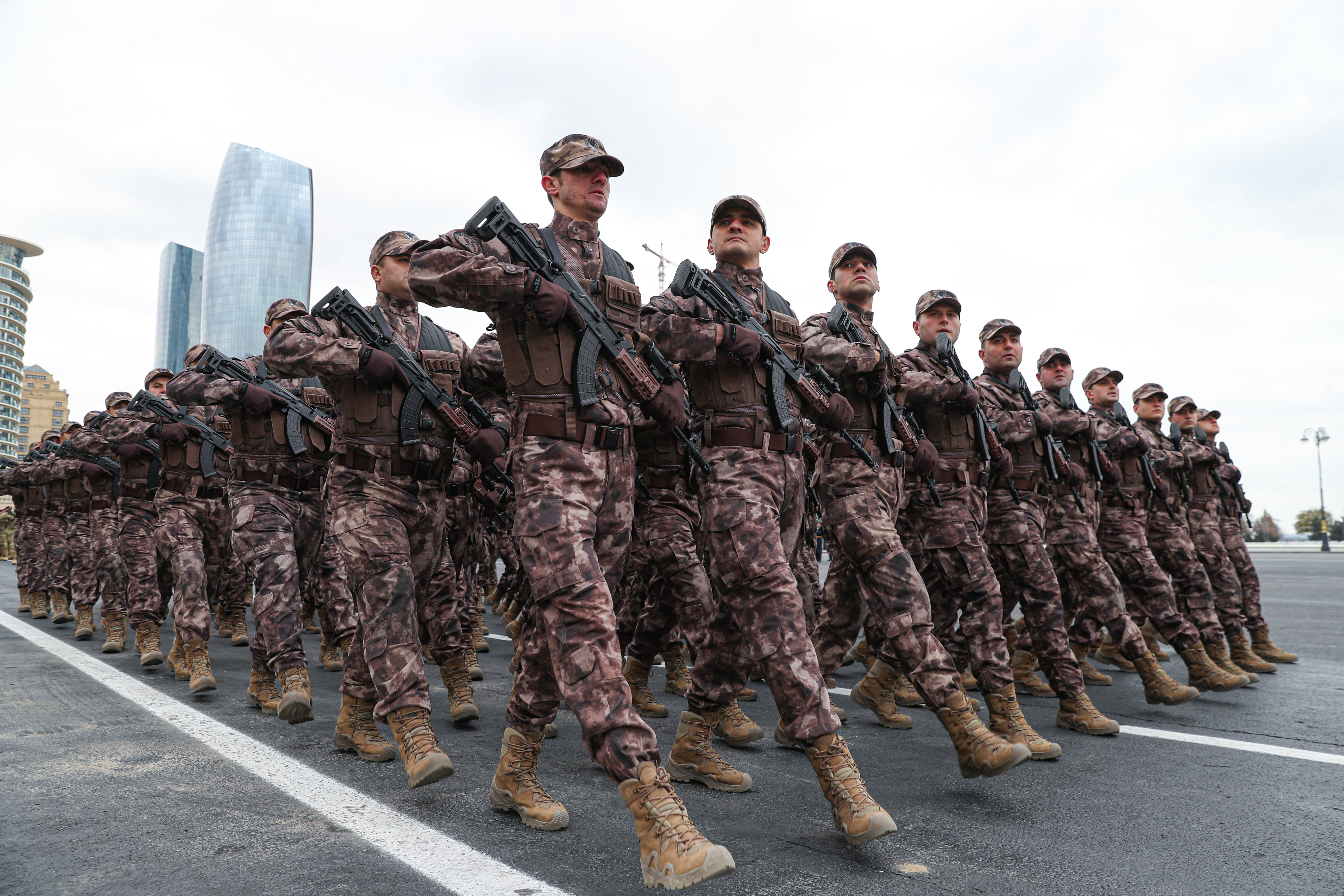
پرسنل نیروی مرزبانی جمهوری آذربایجان.
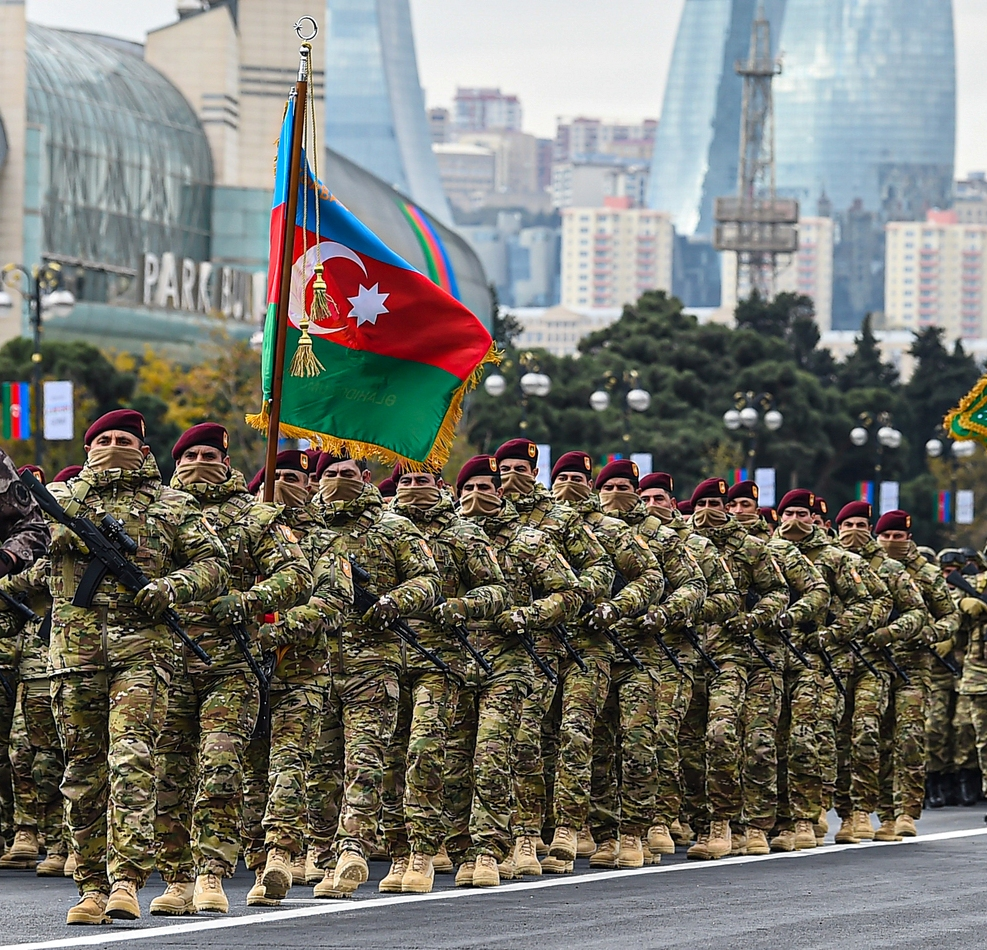
پرسنل نیروهای ویژه ارتش نخجوان.
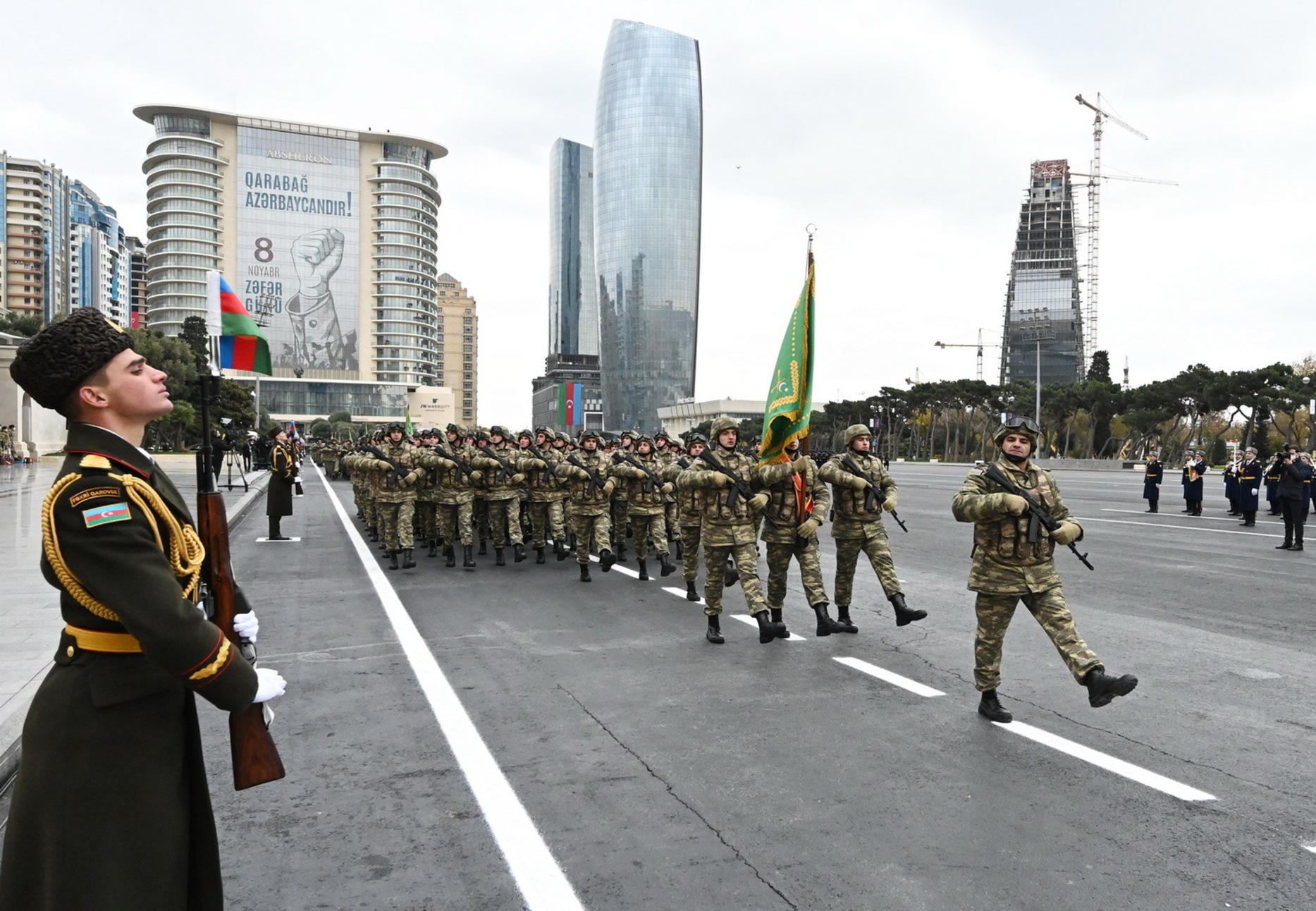
پرسنل سپاه ۱ ارتش.
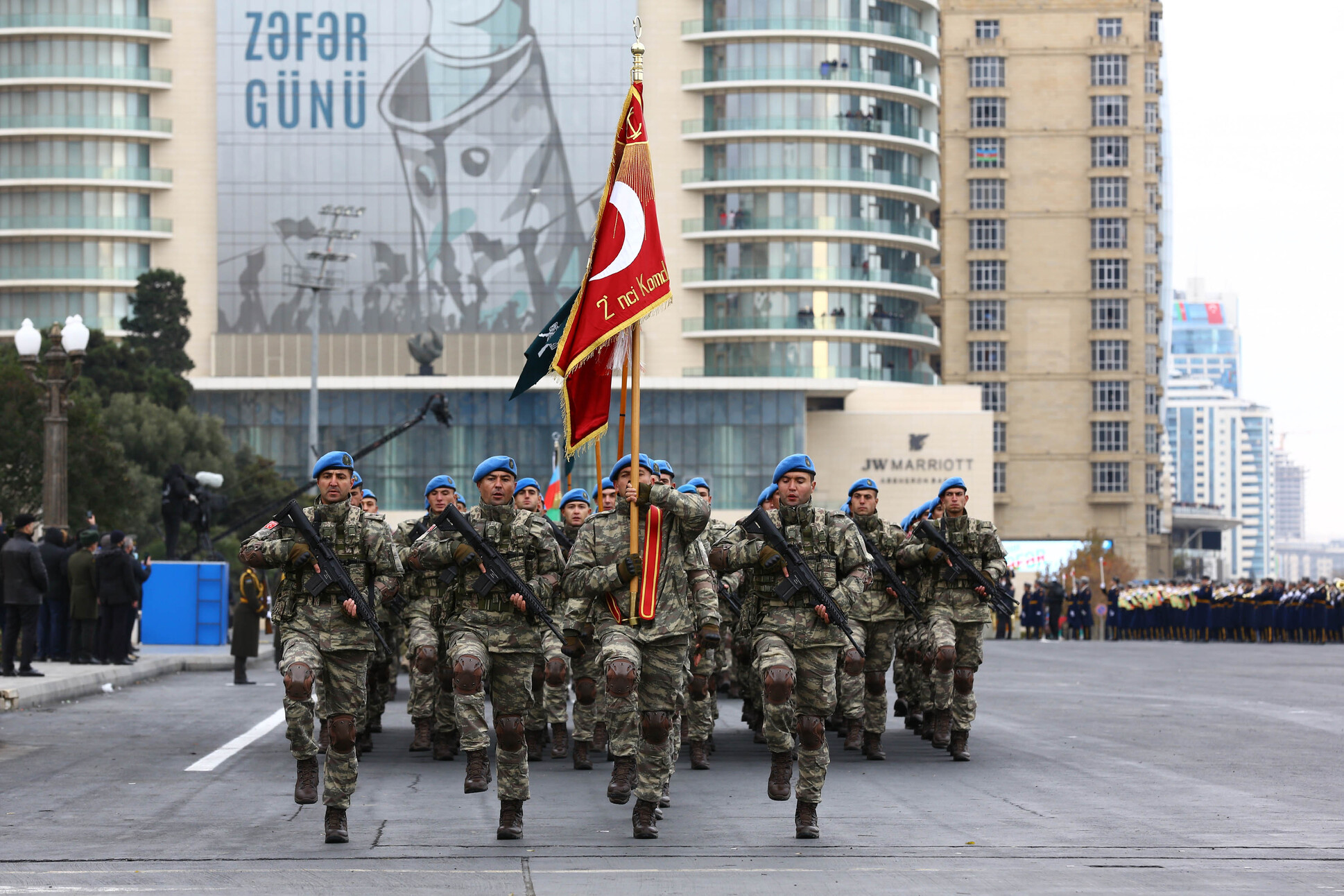
پرسنل فرماندهی نیروهای ویژه ترکیه.
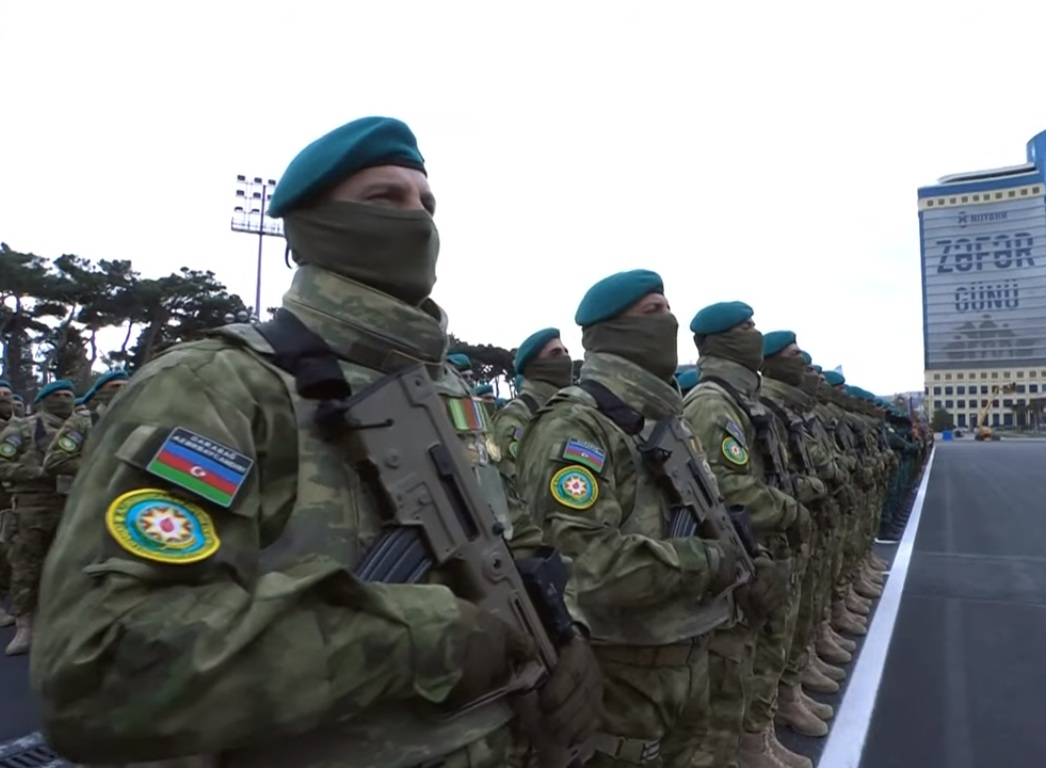
پرسنل نیروی مرزبانی جمهوری آذربایجان.

#### تجهیزات نظامی
در این رژه حدود ۱۵۰ دستگاه خودرو از جمله خودروهای ویژه، وسایل نقلیه زرهی و سیستم‌های تسلیحاتی نیروهای مسلح آذربایجان به سرپرستی سرلشکر نظام عثمانوف حضور داشتند. Orbiter-1<span typeof="mw:Entity" id="mwAXA">&nbsp;</span>کیلومتر، Orbiter-2B , Orbiter-3B , Orbiter-4، Aerostar-BP، Heron، Bayraktar TB2، و همچنین Hermes-450، Hermes-900، Guzghun و Harop هواپیماهای بدون سرنشین استفاده شده توسط آذربایجان در طول جنگ نیز در رژه
در پایان رژه هواپیماهای جنگنده و هلی کوپترهای آذربایجانی بر فراز باکو پرواز کردند.

#### غنائم نظامی
در هنگام رژه، برخی از غنائم نظامی که در طول جنگ از ارمنیان ضبط شده بود، از جمله ۵۳ سلاح ضد تانک، 4 BM-30 Smerch MLRS، ۹۷ Grad MLRS، 2 BM-27 Uragan MLRS، 1 TOS-1 MLRS، ۷ S- 300 SAM، ۱ رادار S-300، ۲ ایستگاه تشخیص S-300، ۱ رادار P-14، ۵ Tor SAM، 40 9K33 OAM SAM، ۴ 2K12 Kub SAM، 1 2K11 Krug SAM، 14 Zastava SAM، ۲ S-125 SAM، ۲۲ پهپاد، ۲ سامانه R-17 Elbrus، ۱ سامانه موشکی OTR-21 Tochka، 2 R-۱۴۲، 1 Sky-M و ۴ سیستم جنگ الکترونیکی Repellent. در همین حال، برخی از وسایل نقلیه نابود شده و اسیر شده ارمنی نیز به نمایش درآمد، از جمله 33 2S3 Akatsiya و 2S1 Gvozdika s، ۳۵۲ توپ مختلف، ۱۲۵ خمپاره، ۱۰۳ وسیله نقلیه هدف خاص، ۱۷۸ نارنجک‌انداز، ۵ ZSU-23-4 Shilka s، ۳۶۶ تانک، 116 IFV، ۵ سوخو Su-25 و بیش از ۵۰۰ کامیون نظامی نیز به نمایش گذاشته شد. پلاکی با تعداد تجهیزات نظامی مصادره شده از نیروهای مسلح ارمنستان نیز در این رژه به نمایش درآمد که روی تابلو نوشته شده بود «قره باغ آذربایجان است».

Military booty
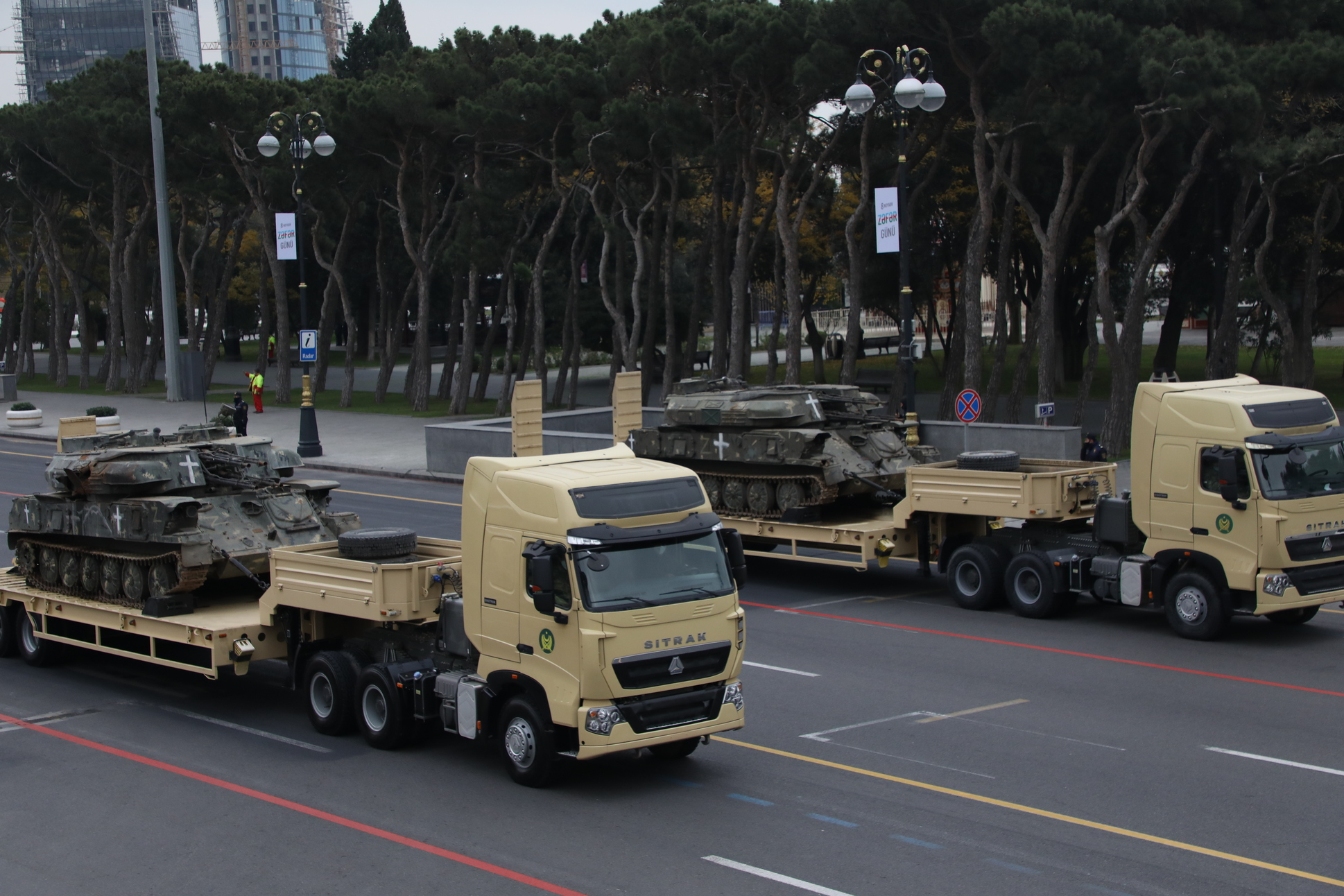
ZSU-23-4 شیلکا .
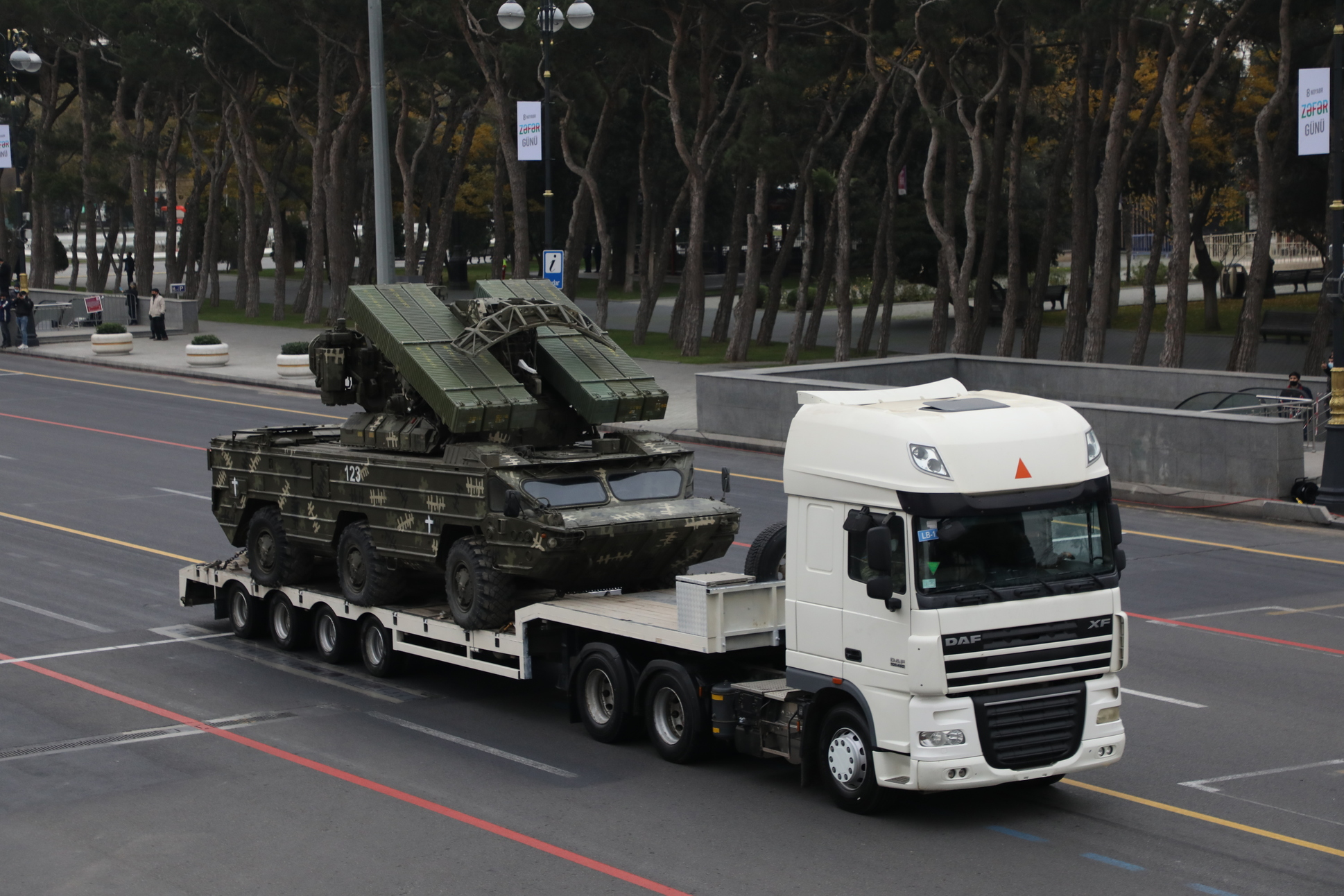
9K33 اوسا .
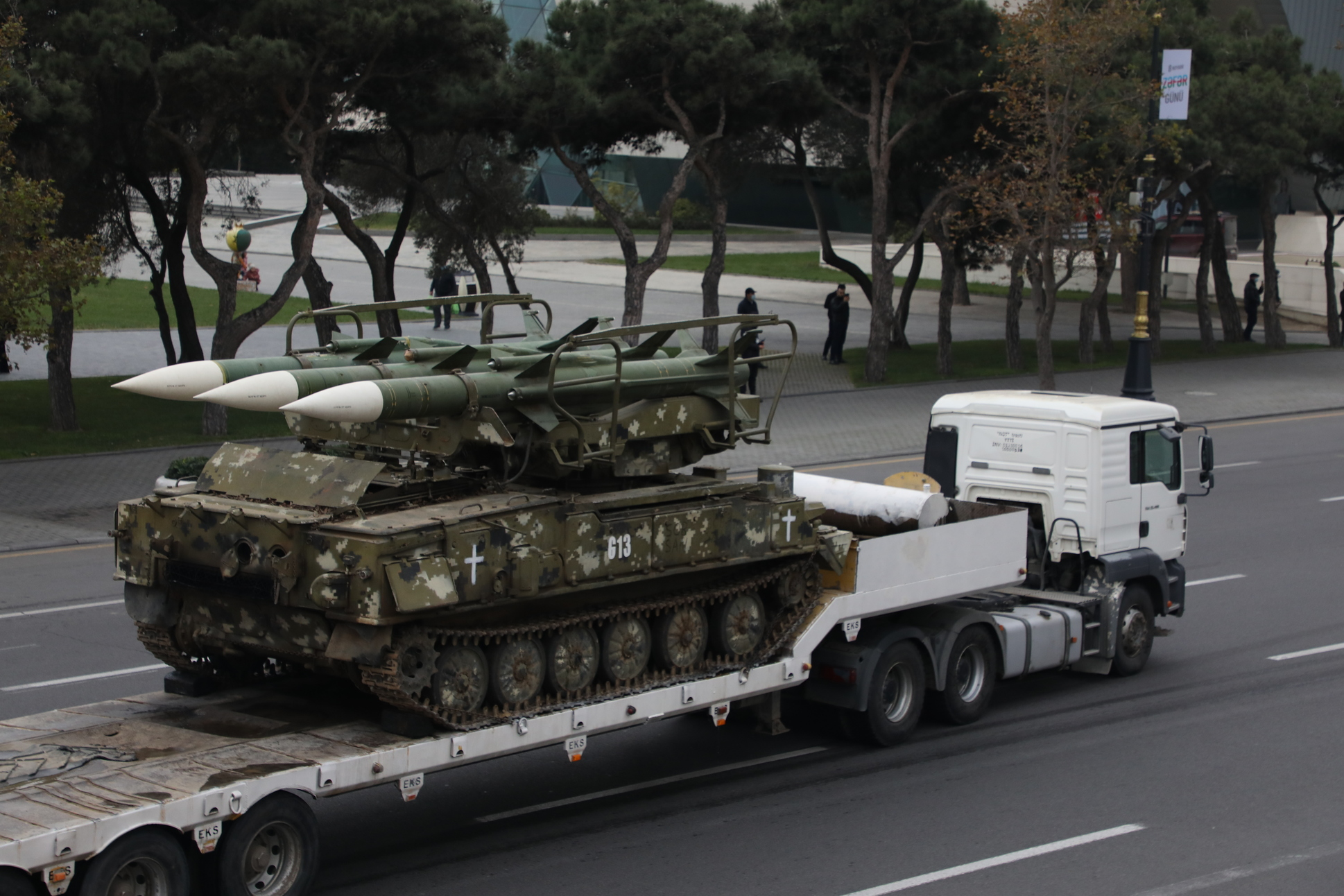
2K12 کوب

### ازدحام جمعیت
رژه نظامی شوق زیادی را در بین ساکنان باکو ایجاد کرد، آنها در مناطق مختلف شهر جمع شده و سعی کردند رژه را از نزدیک تماشا کنند. با وجود اقدامات مربوط به کرونا (COVID-19)، ساکنان باکو سعی کردند برای تماشای رژه نظامی به میدان آزادلیق در اطراف خیابان نظامی و پارک سهیل بروند. با این حال، آنها توسط پلیس متوقف شدند و افسران پلیس اجازه ورود افراد به بلوار باکو را ندادند. مقامات وزارت دفاع آذربایجان گفتند که این شهر بسته نیست و مردم برای تماشای رژه در حوالی تئاتر عروسک گرد آمده‌اند. دفتر پلیس اصلی باکو در ادامه خاطر نشان کرد که «اقدامات لازم برای کنترل این رویداد و جلوگیری از شیوع بیماری همه گیر و جلوگیری از ازدحام جمعیت در منطقه در حال انجام است.» هشدار رسمی به مردم مبنی بر عدم تجمع داده نشده بود. خبرنگار بی‌بی‌سی آذربایجان گزارش داد که ساکنان باکو علی‌رغم اینکه رژه به زودی آغاز می‌شود، از خیابان نفتچیلار به سمت میدان آزادلیق سرازیر می‌شدند. انبوه مردم با به اهتزاز درآوردن پرچم‌های آذربایجان و ترکیه رژه را تماشا کردند.

## پیامد
اواخر همان شب مراسم آتش بازی جشن در بلوار باکو برگزار شد.

### کنفرانس پس از رژه
پس از رژه، الهام علی اف و رجب طیب اردوغان کنفرانس مشترکی برگزار کردند. علی اف اظهار داشت که اگر دولت ارمنستان «نتیجه‌گیری درستی از جنگ داشته باشد و از ادعاهای خود، ادعاهای بی اساس و چشم‌انداز آینده چشم پوشی کند، در این صورت آنها می‌توانند در یک سیستم عامل جایگاهی داشته باشند». اردوغان تأکید کرد که وی از ایده علی اف در زمینه ایجاد بستری با مشارکت شش کشور آذربایجان، ترکیه، روسیه، گرجستان، ایران و ارمنستان حمایت می‌کند و اظهار داشت که چنین همکاری‌هایی می‌تواند صلح را در منطقه ایجاد کند. وی همچنین افزود که رویکردهای ولادیمیر پوتین، رئیس‌جمهور روسیه به حل و فصل مناقشه قره باغ به روشنی مثبت بود و کمک کرد. علی اف در ادامه خاطرنشان کرد که شرکتهای ترک راهی به سمت شوشی احداث می‌کنند و هنگامی که جاده آماده شود، وی به همراه اردوغان از این شهر بازدید خواهد کرد. وی افزود که همراه با شرکت‌های آذربایجانی، شرکت‌های ترک نیز در ساخت جاده‌ها، راه‌آهن و سایر زیرساخت‌های منطقه مشارکت خواهند داشت.
وزیر امور خارجه ترکیه، مولود چاووش اوغلو اظهار داشت که گفت که توافق‌نامه ای بین آذربایجان و ترکیه برای ساده‌سازی سفر بین دو کشور امضا شده‌است. به گفته چاووش اوغلو، وی سندی را با جیحون بایراموف، وزیر امور خارجه جمهوری آذربایجان امضا کرده و افزود که سفر بین دو کشور به زودی فقط با کارت شناسایی انجام می‌شود.

## واکنش‌های بین‌المللی
وزارت دفاع ملی ترکیه، شهردار آنکارا منصور یاواش، و رئیس مجلس ملی بزرگ ترکیه مصطفی شنتوپ رژه آذربایجان تبریک گفتند.
خواننده اپرای اسرائیلی، کاملیا ایوفه، کنسرتی از موسیقی آذربایجانی در پارک را ترتیب داد و در طی آن نوازندگان اجرای خود را به رژه پیروزی در باکو اختصاص دادند.
ارمنستان اظهارات الهام علی اف در مورد استانهای خود را به شدت محکوم کرد و آنها را "تحریک آمیز" خواند. همچنین، سخنگوی نخست‌وزیر ارمنستان، مانه گورگیان اظهار داشت که "بزرگداشت اردوغان از ایدئولوژی‌های ترکان جوان " نیز "به شدت محکوم است". تیگرن مکرتچیان، سفیر ارمنستان در لیتوانی، لتونی و استونی در پاسخ به عکس یک افسر آذربایجانی که در هنگام رژه نظامی از گرگهای خاکستری علامت گذاری می‌کند، این رژه را «نمایشی» خواند.
وزیر امور خارجه ایران محمد جواد ظریف، در پاسخ به خواندن یک شعر توسط اردوغان با اشاره به رود ارس و آذربایجان ایران، اظهار داشت که هیچ‌کس «مجاز به صحبت در مورد آذربایجان عزیز ایران نیست». محسن پاک آئین سفیر پیشین ایران در باکو اظهار داشت که چنین اظهاراتی می‌تواند موضوعات تاریخی و بحث‌برانگیزی را بین آذربایجان و ایران مطرح کند و به روابط آنها آسیب برساند. او همچنین اردوغان را به گسترش پان ترکیسم متهم کرد. مقامات ایرانی سپس سفیر ترکیه در تهران را احضار کردند و خواستار توضیح فوری شدند.
کنستانتین زاتولین ، معاون دومای دولتی روسیه ، این رژه را «تلاشی برای تحقیر» ارمنستان و روسیه خواند و تلاش‌های رئیس‌جمهور علی اف را برای مقایسه عملیات قره باغ کوهستانی با مبارزه علیه فاشیسم را محکوم کرد.